# Gnetum leptostachyum
Gnetum leptostachyum är en kärlväxtart som beskrevs av Carl Ludwig von Blume. Gnetum leptostachyum ingår i släktet Gnetum och familjen Gnetaceae.

## Underarter
Arten delas in i följande underarter:
- G. l. abbreviatum
- G. l. elongatum
- G. l. leptostachyum
- G. l. robustum